# Sirimavo Bandaranaike
Sirimavo Bandaranaike, geboren als Sirima Ratwatte, (Balangoda, 17 april 1916 - nabij Colombo, 10 oktober 2000) was driemaal premier van Ceylon en Sri Lanka (van 1960 tot 1965, 1970 tot 1977 en 1994 tot 2000). Ze was de eerste gekozen vrouwelijke premier ter wereld.

## Biografie
Bandaranaike stamde uit een aristocratische familie en ging naar een rooms-katholieke nonnenschool in de toenmalige hoofdstad Colombo. Ze trouwde in 1940 met Solomon Bandaranaike, een landeigenaar die premier was van Ceylon vanaf 1956. Met hem had ze drie kinderen. Op 26 september 1959 werd hij doodgeschoten door een extremistische boeddhist.
Ze volhardde erin het socialistische beleid van haar man voort te zetten en kreeg de bijnaam wenende weduwe, omdat ze tijdens de erop volgende verkiezingscampagne verschillende malen in tranen uitbarstte. Ze was leider van de Sri Lankaanse Vrijheidspartij. Ze won deze verkiezingen en werd in 1960 daarmee de eerste gekozen vrouwelijke regeringsleider ter wereld. In 1971 kreeg ze af te rekenen met een opstand en poging tot staatsgreep, gesteund door het communistische Nationaal Bevrijdingsfront. Met buitenlandse militaire steun wist ze deze opstand binnen enkele maanden de kop in te duwen.
Ze is de moeder van de derde president van Sri Lanka, Chandrika Kumaratunga.